# ハミルトン市長
ハミルトン市長（英語: Mayor of Hamilton）は、ニュージーランド・ワイカト地方ハミルトンの首長。
当初は市長は毎年選出され、1935年以来3年間隔。

## 一覧
|    | 氏名                                                   | 着任          | 離任           |
| -- | ------------------------------------------------------ | ------------- | -------------- |
| 1  | アイザックソン・バイララウ                             | 1878年2月     | 1878年12月     |
| 2  | ジョン・ブレアホワイト                                 | 1878年12月    | 1879年12月     |
| 3  | トーマス・ドーソン                                     | 1879年12月    | 1880年3月      |
| 4  | ベルナール・チャールズビール                           | 1880年3月     | 1880年12月     |
| 5  | ジョン・ノックス                                       | 1880年12月    | 1883年12月     |
| 6  | ロバート・ピート                                       | 1883年12月    | 1884年12月     |
| 7  | ウィリアム・オーストラリア・グラハム                   | 1884年12月    | 1887年5月      |
| 8  | チャールズ・ジョン・ライト・バートン                   | 1887年6月     | 1888年1月      |
| 9  | アイザック・コーツ                                     | 1888年1月     | 1889年10月     |
| 10 | ウィリアム・ジョーンズ                                 | 1889年10月    | 1889年12月     |
|    | アイザック・コーツ                                     | 1889年12月    | 1892年12月     |
| 11 | ジョン・パー                                           | 1892年12月    | 1893年12月     |
| 12 | ウィリアム・デイ                                       | 1893年12月    | 1899年12月     |
| 13 | ジョージ・エッジカンブ                                 | 1899年12月    | 1901年5月      |
| 14 | ロバート・ウィリアム・ダイアー                         | 1901年5月     | 1903年5月      |
|    | チャールズ・ジョン・ライト・バートン                   | 1903年5月     | 1903年10月     |
|    | ウィリアム・デイ                                       | 1903年10月    | 1905年5月      |
| 15 | ジェームズ・ボンドシャイナー                           | 1905年5月     | 1909年5月      |
| 16 | アレクサンダー・ヤング                                 | 1909年5月     | 1912年5月      |
| 17 | アーサー・エドワード・マニング                         | 1912年5月     | 1915年11月     |
| 18 | ジョン・エドウィン・ハモンド                           | 1915年12月    | 1916年6月      |
| 19 | ジョン・ロバート・ ファウ                              | 1916年6月     | 1917年5月      |
| 20 | ジョン・ウィリアム・エリス                             | 1917年5月     | 1918年8月      |
|    | ジョン・ロバート・ファウ                               | 1918年8月     | 1919年5月      |
| 21 | パーシー・ハロルド・ワット                             | 1919年5月     | 1920年4月      |
|    | ジョン・ロバート・ファウ                               | 1920年5月     | 1931年5月      |
| 22 | フランシス・デューズベリー・ピンフォード               | 1931年5月     | 1933年5月      |
|    | ジョン・ロバート・ファウ                               | 1933年5月     | 1938年5月      |
| 23 | ハロルド・デビッド・カロ                               | 1938年5月     | 1953年11月     |
| 24 | ロデリック・アラステア・マクドナルド・ブレイスウェイト | 1953年11月    | 1959年12月     |
| 25 | デニス・ロジャース                                     | 1959年12月    | 1968年10月     |
| 26 | マイク・ミノーグ                                       | 1968年10月    | 1976年5月      |
| 27 | ブルース・ビータム                                     | 1976年5月     | 1977年10月     |
| 28 | ロス・マルコム・ヤンセン                               | 1977年10月    | 1989年11月     |
| 29 | マーガレット・エヴァンス                               | 1989年11月    | 1998年11月     |
| 30 | ラス・リミントン                                       | 1998年11月    | 2001年11月     |
| 31 | デヴィッド・ブレイスウェイト                           | 2001年11月    | 2004年11月     |
| 32 | マイケル・レッドマン                                   | 2004年11月    | 2007年5月      |
| 33 | ボブ・シムコック                                       | 2007年5月23日 | 2010年10月31日 |
| 34 | ジュリー・ハーデカー                                   | 2010年11月1日 |                |